# Onchidiopsis carnea
Onchidiopsis carnea is een slakkensoort uit de familie van de Velutinidae. De wetenschappelijke naam van de soort is voor het eerst geldig gepubliceerd in 1853 door Bergh.